# Campeonato Panamericano de Balonmano Junior Femenino de 2002
El V Campeonato Panamericano de Balonmano Junior Femenino se disputó en Sao Paulo, Brasil entre el 21 y el 25 de agosto de 2002 bajo la organización de la Federación Panamericana de Handball.. El torneo pone 2 plazas en juego para el Campeonato Mundial de balonmano Junior Femenino de Macedonia 2003

## Grupo Único
| Equipo         | PTS | J | G | E | P | GF  | GC  | DG  |
| -------------- | --- | - | - | - | - | --- | --- | --- |
| Brasil         | 8   | 4 | 4 | 0 | 0 | 120 | 48  | +72 |
| Uruguay        | 6   | 4 | 3 | 0 | 1 | 100 | 90  | +10 |
| Argentina      | 4   | 4 | 2 | 0 | 2 | 74  | 75  | -1  |
| Canadá         | 2   | 4 | 1 | 0 | 3 | 81  | 95  | -14 |
| Estados Unidos | 0   | 4 | 0 | 0 | 4 | 56  | 123 | -67 |

### Resultados
| Fecha      | Hora  | Partido³  | Partido³ | Partido³       | Resultado |
| ---------- | ----- | --------- | -------- | -------------- | --------- |
| 21.08.2002 | 16:00 | Uruguay   | -        | Canadá         | 29-25     |
| 21.08.2002 | 18:10 | Brasil    | -        | Estados Unidos | 40-07     |
| 22.08.2002 | 18:20 | Argentina | -        | Estados Unidos | 25-17     |
| 22.08.2002 | 20:10 | Brasil    | -        | Uruguay        | 29-14     |
| 23.08.2002 | 18:20 | Uruguay   | -        | Estados Unidos | 35-18     |
| 23.08.2002 | 20:10 | Argentina | -        | Canadá         | 19-18     |
| 24.08.2002 | 18:20 | Canadá    | -        | Estados Unidos | 23-14     |
| 24.08.2002 | 20:10 | Brasil    | -        | Argentina      | 18-12     |
| 25.08.2002 | 14:20 | Uruguay   | -        | Argentina      | 22-18     |
| 25.08.2002 | 16:15 | Brasil    | -        | Canadá         | 33-15     |

| Brasil           |
| Campeón          |
| Brasil 4° título |

### Clasificación general
| 1. Brasil         |
| 2. Uruguay        |
| 3. Argentina      |
| 4. Canadá         |
| 5. Estados Unidos |

## Clasificados al Mundial 2003
| Bandera de Brasil | Bandera de Uruguay |
| Brasil            | Uruguay            |
| ----------------- | ------------------ |